# Academia de Fútbol IMG
La Academia de Fútbol IMG es parte de las Academias IMG ubicadas en Bradenton, Florida en los Estados Unidos. La academia es actualmente el programa de residencia oficial de tiempo completo de la Federación de Fútbol de los Estados Unidos para sus selecciones sub-17 y sub-16, la cual ha tenido lugar todos los años desde 1999, aunque entre 1999 y 2001 lo hizo bajo otros nombres. La academia de fútbol fue creada para que los jugadores juveniles de alto nivel puedan entrenar al fútbol en un ambiente profesional, algo que era imposible dentro de los Estados Unidos al momento de su creación, ya que en ese entonces los clubes de la MLS no contaban con academias juveniles.
En Bradenton, el plan diario de los jugadores comienza con clases académicas durante la mañana, seguidas de intensas sesiones deportivas el resto del día. Los estudiantes que participan en el programa se gradúan de la escuela secundaria un año antes y por lo general son los jugadores más buscados por las universidades estadounidenses.
Varios jugadores internacionales, estadounidenses y de otros países han pasado por la academia, entre ellos Landon Donovan, Michael Bradley, Maurice Edu, Hidetoshi Nakata y Heath Pearce.